# Breznica (district de Stropkov)
Pour les articles homonymes, voir Breznica.
Breznica (hongrois : Nagyberezsnye) est un village de Slovaquie situé dans la région de Prešov.

## Histoire
Première mention écrite du village en 1404.

## Démographie

### Évolution de la population
| Année:               | 1994. | 2004.    | 2014.    | 2024.   |
| -------------------- | ----- | -------- | -------- | ------- |
| Nombre de personnes: | 645   | 725      | 813      | 849     |
| Différence:          |       | +12,40 % | +12,13 % | +4,42 % |

| Année:               | 2023. | 2024.   |
| -------------------- | ----- | ------- |
| Nombre de personnes: | 848   | 849     |
| Différence:          |       | +0,11 % |